# 第五行星
在天文學史，少數太陽系的天體，曾是從太陽算起的第五顆行星。在目前的定義，第五顆行星是木星。

## 以前的第五顆行星
有關於介於火星和木星之間的假設行星有三種主要的想法。

### 小行星
在19世紀初期，當小行星被發現時，它們都被視為行星。在1801年發現穀神星之後，木星成為第六顆行星。很快的，另外三顆小行星智神星 (1802年)、婚神星 (1804年)、和灶神星 (1807年)也被發現。儘管它們共用提丟斯-波德定律定義出的軌道，它們都被認為是單獨的行星。在1845年至1851年，又發現11顆小行星，木星已經淪為第20顆行星。這時，天文學家開始將這些小天體分類為小行星。隨著小行星被重新分類為自己的團體，木星再度成為第五顆行星。在2006年行星再定義時，穀神星被視為矮行星。

### 碎裂理論
存在火星和木星軌道之間的假想行星早就被認為佔據目前小行星帶所在的空間。18世紀的科學家稱這顆假想的行星為法厄同星。如今法厄同星的理論已經被科學社群拋棄，由吸積盤模型所被取代；然而，一些非主流科學仍然認為這個理論可信，甚至有可能性。

### 行星V理論
基於電腦模擬，NASA的太空科學家約翰·錢伯斯和傑克·喬納森·利斯奧爾提出，在40億年前有一顆行星曾經存在於火星和小行星帶之間，但是不穩定的軌道使離心率持續的變化。他們將這顆行星稱為行星V，並且將它消失的情節聯結到冥古宙的後期重轟炸期。錢伯斯和傑克李蘇爾還宣稱這顆行星V最可能的結局是撞入太陽內。與第五行星碎裂理論不同的是「行星V」沒有參與小行星帶的創建。

## 科幻的第五行星
在科幻中流行的說法如同碎裂理論，在觀念中的第五行星已經被摧毀，碎裂成為小行星帶。

## 註解
1. ↑  Hilton, James L. . U.S. Naval Observatory.   [2006-05-25]. （原始内容存档于2006-05-20）.
2. ↑  . Space.com.   [2006-11-09]. （原始内容存档于2002-04-08）.
3. ↑   (PDF). Chambers and Lissauer, NASA Ames.   [2006-11-09]. （原始内容存档 (PDF)于2012-09-08）.